# Nicocles canadensis
Nicocles canadensis là một loài ruồi trong họ Asilidae. Nicocles canadensis được Curran miêu tả năm 1923. Loài này phân bố ở vùng Tân Bắc giới.